# Ablabi l'Il·lustre
Ablabi l'Il·lustre (grec antic: Αβλάβιος, llatí: Ablabius) va ser un gramàtic grec del segle v que és també autor d'un epigrama inclòs a l'Antologia grega.
Era nadiu de Galàcia i deixeble de Troile. El bisbe novacià de Constantinoble el va ordenar clergue a començament del segle v, i un temps més tard va esdevenir bisbe de Nicea. Va continuar amb els seus ensenyaments de gramàtica i va compondre sermons molt lloats pels seus contemporanis. Va mantenir correspondència amb Libani i Gregori de Nazianz.